# Надільне землеволодіння
Надільне землеволодіння — земля, залишена селянам у користування в Російській імперії після проведення селянської реформи 1861 та реформи удільних селян і державних селян. Надільна земля перебувала в общинному володінні переважно у великоросійських, південних українських і частково в деяких повітах Харківської губернії та Чернігівської губернії і розподілялася між домогосподарями шляхом періодичних переділів. У більшості повітів Лівобережної України і Правобережної України землі перебували в подвірному користуванні. Збереження системи надільного землеволодіння (Н.з.) було прихованою формою кріпацтва. За користування землями селяни, які перебували на становищі тимчасовозобов'язаних селян, мусили виконувати повинності — панщину чи оброк, поки не буде укладено викупну угоду. Вони не мали права ні продавати, ні закладати, ні дарувати надільну землю. Після здійснення викупної операції земля ставала власністю селянина. Розміри Н.з. в різних категорій селян були не однаковими. Після реформи 1861 в колишніх поміщицьких селян України середній душовий наділ становив близько 3 десятин і був значно нижчим, ніж в європейській частині Російської імперії в цілому. У державних селян він складав трохи більше 5 десятин на ревізьку душу. Велика кількість селян отримала дарчий наділ в 1 десятину. Протягом пореформенних років Н.з. в Україні кількісно не змінилося й складало понад 45,6 % земельного фонду, але середній наділ через збільшення народонаселення зменшився на 30—45 %. Проте внаслідок розвитку капіталізму в Н.з. сталися істотні зміни. Понад 40 % сел. дворів України на 1905 мали середній наділ на двір по 3,44 десятини землі, 44 % — 7,16 та 15,6 % — по 13,8 десятини. З поглибленням ринкових відносин Н.з. втрачало свої позиції. Селянство частіше вдавалося до оренди та купівлі землі в приватну власність. На 1905 129,9 тис. селянських господарств України придбало 5,6 млн десятин землі в приватну власність проти понад 19,9 млн десятин надільної. Столипінська аграрна реформа поклала край Н.з., надавши селянству право закріплювати надільну землю в особисту власність.